# Mistrzostwa Rumunii w piłce nożnej (1921/1922)
Mistrzostwa Rumunii 1921/1922 – 10. sezon najwyższej klasy rozgrywkowej w Rumunii. Tytuł zdobyła drużyna Chinezul Timișoara, pokonując w finale zespół Victoria Kluż. W nowej formule mistrzostw brali udział mistrzowie regionalni.

## Uczestniczące zespoły
| Region        | Drużyna                   |
| Arad          | AMEF Arad                 |
| Bukareszt     | Tricolor Bukareszt        |
| Braszów-Sibiu | Societatea Sportivă Sibiu |
| Bukowina      | Polonia Czerniowce        |
| Kluż          | Victoria Kluż             |
| Oradea        | Stăruința Oradea          |
| Timișoara     | Chinezul Timișoara        |

## Wyniki rundy finałowej

### Ćwierćfinały
| Gospodarze         | – | Goście                     | Wynik                |
| ------------------ | - | -------------------------- | -------------------- |
| Chinezul Timișoara | – | Nagyszebeni Sportegyesület |                      |
| Polonia Czerniowce | – | Tricolor Bukarezst         | 0:1 (0:0)            |
| Stăruința Oradea   | – | Victoria Kluż              | 2:2 (1:1), 0:2 (0:0) |

### Półfinał
| Gospodarze         | – | Goście             | Wynik     |
| ------------------ | - | ------------------ | --------- |
| Chinezul Timișoara | – | AMEF Arad          | 2:1 (1:0) |
| Victoria Kluż      | – | Tricolor Bukareszt |           |

### Finał
| Gospodarze         | – | Goście        | Wynik     |
| ------------------ | - | ------------- | --------- |
| Chinezul Timișoara | – | Victoria Kluż | 5:1 (2:1) |